# 388
سنة 388 م (بالأرقام الرومانية: CCCLXXXVIII) كانت سنة كبيسة تبدأ يوم السبت (الرابط يظهر نموذج الجدول الزمني الكامل للسنة) من التقويم اليولياني. في ذلك الوقت كانت هذه السنة تعرف على أنها سنة تولي القنصلية من قبل أغسطس بدون مشاركة قنصل آخر (وتعرف على نطاق أضيق بسنة 1141 من تاريخ تأسيس روما). بدأت تسمية السنة ب388 منذ العصور الوسطى المبكرة، عندما أصبح تقويم أنو دوميني هو الأسلوب السائد في أوروبا لتسمية السنوات.

## مواليد
- غالا بلاسيديا

## وفيات
- سابور الثالث
- ماغنوس مكسيموس